# Hillsboro (Wirginia)
Hillsboro – miasto w Stanach Zjednoczonych, w stanie Wirginia, w hrabstwie Loudoun.